# عقبه
عَقَبه (به عربی: العقبة) نام شهری است در جنوب غربی کشور اردن که تنها بندر این کشور نیز هست. جمعیت شهر عقبه در ۱۹۸۹ ۴۱٬۹۰۰ نفر بود.
صادرات آن فسفات و صدف‌های دریایی است و دارای منطقه گردشگری برای غواصی است.
عقبه با منطقهٔ ایلات اسرائیل هم‌مرز است و هر دو بر دهانهٔ خلیج عقبه قرار گرفته‌اند.